# Cokolwiek się zdarzy
Cokolwiek się zdarzy (kat. Passi el que passi) – hiszpański film komediowy z 2011 roku oparty na scenariuszu i w reżyserii Roberta Bellsoli. Wyprodukowany przez hiszpańskie studio Aguaviva Films.
Zdjęcia kręcono w katalońskiej prowincji Girona. Premiera filmu miała miejsce w Hiszpanii 22 lipca 2011 roku. W Polsce premiera filmu odbyła się 30 grudnia 2011 roku.

## Opis fabuły
Álex jest z zawodu scenarzystą. Swoje kolejne dzieło zamierza poświęcić sprawom seksu, który ma być tematem przewodnim. Nie zamierza przy tym zbyt wiele wymyślać. Chce po prostu opisać to, czego doświadczył sam lub jego najbliższe otoczenie.
W scenariuszu pojawia się więc on sam, jego żona, szwagierka z mężem, sąsiedzi i pewien znajomy, który dopiero co rozstał się z żoną. Tym, co łączy wszystkie postacie jest seks. Scenariuszowi daje roboczy tytuł Cokolwiek się zdarzy. Wymyślony Álex ma się kochać z żoną cztery razy w ciągu weekendu, więc autor także zamierza tak postąpić. Chce, by to, co napisze idealnie odpowiadało prawdziwemu życiu.

## Obsada
- Marcel Tòmas jako Álex
- Carlotta Bosch jako Mónica
- Antonio De Matteo jako Roberto
- David Moreno jako Víctor
- Mavel de la Rosa jako Ari
- Mireia Vallès jako Judith
- Sara Gálvez jako Sara
- Sonia Moreta jako Guadalupe
- Jordi Piña jako szeryf
- Jordi Romanós jako Guillem
- Ramón Curos jako Nicolau